# Lévêque & Thersen
Pour les articles homonymes, voir Lévêque.
Lévêque & Thersen était une manufacture de pianos française, fondée en 1882 à Paris par Louis Lévêque et Thersen. La manufacture était située rue Duhesme.

## Histoire
Neuf ans après s'être associé à Thersen en 1889, Mr Lévêque quitte la manufacture. Et, à son décès en octobre 1901, Lévêque & Thersen devient Thersen & Cie.
La manufacture expose deux pianos à l'exposition universelle de Paris en 1889 et remporte une médaille d'argent.
Le 2 novembre 1923 une grève débute chez les ouvriers plaqueurs de chez Thersen, ils réclament une augmentation de salaire à la pièce. Sans succès, le mouvement s'arrête assez rapidement.
En 1934, à la suite de la crise économique, la marque fait faillite. La fabrication des pianos Thersen & Cie s'arrête,.